# Dwanaście prac Asteriksa (komiks)
Dwanaście prac Asteriksa (fr. Les 12 Travaux d'Astérix) – komiks o przygodach Gala Asteriksa, stworzony na podstawie filmu o tym samym tytule.

## Fabuła
Juliusz Cezar wyrusza do wioski Galów i rzuca im wyzwanie. Jeżeli uda im się wykonać dwanaście niezwykłych czynów, do których zdolni mogą być jedynie bogowie (na wzór dwunastu prac Heraklesa), Rzym i Cezar ukorzą się przed Galami. Jeżeli Galowie zawiodą, staną się niewolnikami Rzymian.
Asteriks i Obeliks decydują się przyjąć wyzwanie. W towarzystwie Gajusza Popusa przedstawiciela Cezara, ruszają, by zmierzyć się z przygotowanymi dla nich wyzwaniami.

## Okoliczności powstania
W 1976 r. miała miejsce premiera filmu animowanego Dwanaście prac Asteriksa w reżyserii René Goscinnego i Alberta Uderzo na podstawie oryginalnego scenariusza ich autorstwa. Scenariusz ten posłużył następnie do przygotowania 60-stronicowego komiksu, wydanego w 1976 r. przez francuskie wydawnictwo Dargaud.
W tym samym roku wydano komiks jeszcze dwa razy:
- jako serię 16 minialbumów[2],
- jako komiks publikowany na łamach gazety Sud Ouest; autorem rysunków był Marcel Uderzo, brat Alberta[2].

## Wydania polskie
Komiks był wydany w Polsce dwukrotnie (w 2012 r. i 2017 r.) przez Egmont Polska. Autorem tłumaczenia jest Marek Puszczewicz.